# جون وليامز (لاعب كريكت نيوزلندي)
جون وليامز (9 مايو 1941 في نيوزيلندا - 17 مارس 2007) (بالإنجليزية: John Williams)‏ هو لاعب كريكت نيوزلندي.

## وصلات خارجية
- جون وليامز على موقع إي آس بي آن كريك إنفو (الإنجليزية)